# Binjamin Arditi
Binjamin Arditi (hebr.: בנימין ארדיטי, ang.: Binyamin Arditi, ur. 1 lipca 1897 w Wiedniu, zm. 20 maja 1981) – izraelski polityk, w latach 1955–1965 poseł do Knesetu z listy Herutu.
W wyborach parlamentarnych w 1955 po raz pierwszy dostał się do izraelskiego parlamentu. Zasiadał w Knesetach III, IV i V kadencji.